# Chase Masterson

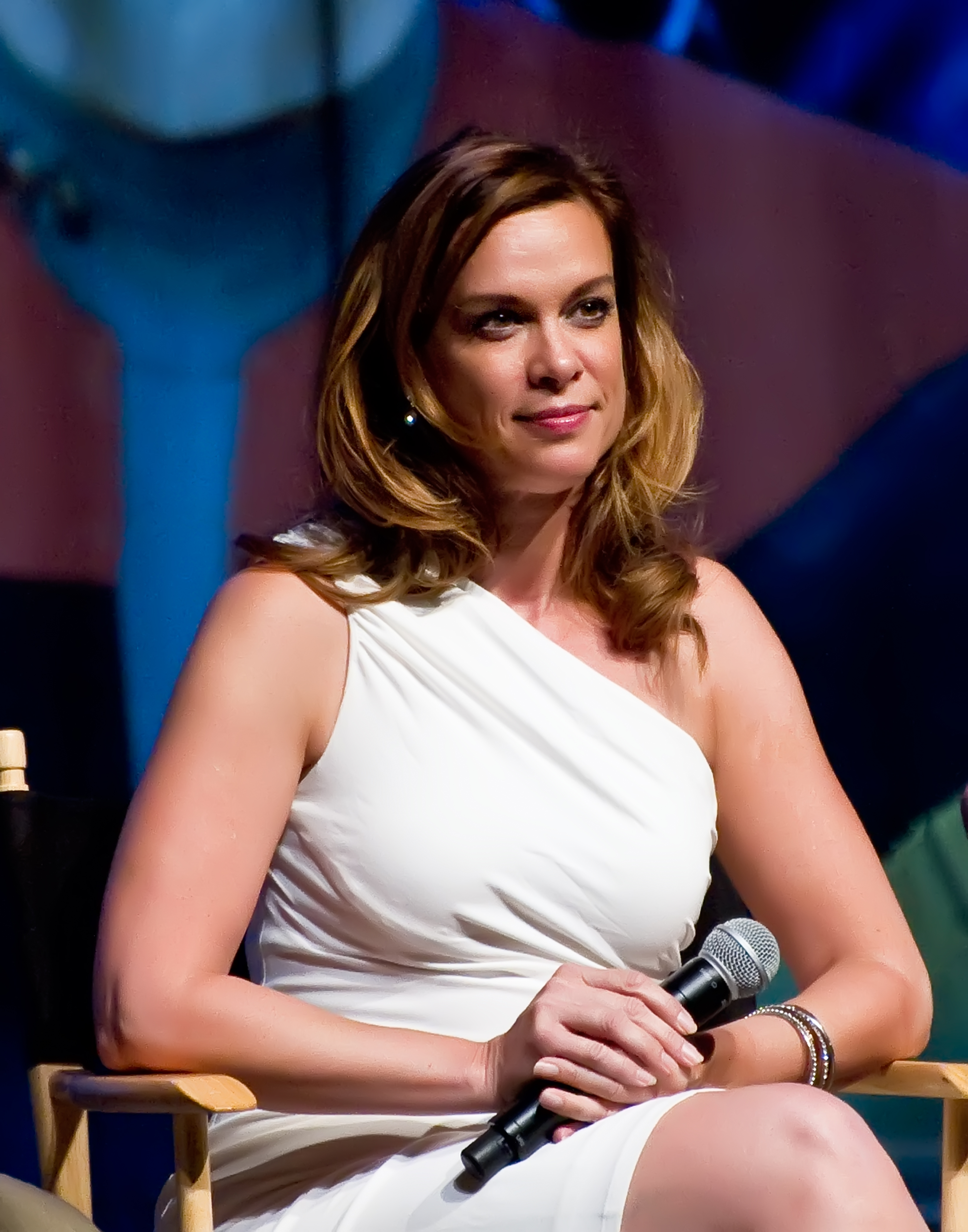
Chase Masterson (2011)

Chase Masterson (* 26. Februar 1963 in Colorado Springs, Colorado als Christianne Carafano) ist eine US-amerikanische Schauspielerin und Sängerin. Bereits mit fünf Jahren stand sie zum ersten Mal auf der Bühne. Später tourte sie mehrere Jahre als Berufstänzerin (Ballett, Jazz, Modern und Tap) sowie mit einer Comedy-Truppe.

## Karriere
Einem breiten Publikum wurde sie in der Rolle des Dabomädchens Leeta in der Fernsehserie Star Trek: Deep Space Nine bekannt. Diese Rolle, ursprünglich nur auf eine Szene angelegt und später über die ganze Serie ausgedehnt, wurde für Masterson zum Karriere-Sprungbrett. In der Folge moderierte sie das Newsmagazin des Sci-Fi Channel sowie dessen Internet-Ableger. Es folgten weitere Film- und Fernsehrollen, überwiegend aus dem Science-Fiction-Bereich. Abseits von Film und Fernsehen ist Chase Masterson als Sängerin aktiv, zuletzt produzierte sie ein Jazz-Album.
Im Jahr 2018 war Masterson Spezialgast zur 20. Ausgabe des Roboexotica-Cocktail-Robot-Festivals in Wien und gab ein Jazzkonzert für „Roboter und Menschen“.

## Der FallCarafano gegen Metrosplash.com
Chase Masterson war unter ihrem Geburtsnamen Christianne Carafano Klägerin im Gerichtsverfahren Carafano gegen Metrosplash.com, das als Präzedenzfall den vom US-amerikanischen Communications Decency Act (CDA) gegebenen Schutz von Informationsanbietern vor Verantwortung für von Dritten eingestellte Inhalte bestätigte. In den USA wurde dieser Fall als Star Trek Actress Case bekannt.
Der Communications Decency Act war 1996 als Teil der US-amerikanischen Telekommunikationsrechts-Novelle verabschiedet worden. Ursprünglich sollte mit ihm die explodierende Pornographie im Internet reguliert werden. Aktivisten, die für freie Meinungsäußerung kämpften, bauten das Gesetz jedoch fast komplett um. Das Resultat war ein Gesetz, das die freie Meinungsäußerung förderte, da fortan kein Informationsanbieter im Internet mehr fürchten musste, für Beiträge seiner Kunden zur Verantwortung gezogen zu werden.

### Fakten
Am 23. Oktober 1999 wurde von einem Computer in Berlin aus ein gefälschtes persönliches Profil für Chase Masterson auf der Website von Matchmaker.com, einem Online-Partnersuchdienst, eingestellt. Dabei wurden im Internet weitverbreitete Fotos von Masterson verwendet. Das Profil enthielt sexuell anzügliche Inhalte und stellte Mastersons Wohnadresse zur Verfügung. Als Kontaktadresse war ein Autoresponder bei Yahoo! angegeben, der nochmals Mastersons tatsächliche Adresse und ihre Telefonnummer preisgab. Masterson empfing in den nächsten Tagen mehrere unzweideutige Angebote per Telefon, Mobilbox und Fax. In einer davon wurden ihr und ihrem Sohn körperliche Gewalt angedroht. Erst am 6. November fand der Webmaster von Mastersons Homepage nach einem Hinweis eines Fans das Matchmaker-Profil, das zwei Tage später entfernt wurde. Inzwischen traute sich Masterson nicht mehr nach Hause und verbrachte die nächsten Monate mit ihrem Sohn in Hotels.

### Prozessverlauf
Obwohl der Täter in Deutschland ermittelt werden konnte, sah Masterson von einem Prozess in Übersee ab. Stattdessen klagte sie vor dem Obersten Gericht des Staates Kalifornien wegen Diffamierung, Missbrauch der Persönlichkeitsrechte und Verleumdung gegen Matchmaker.com bzw. deren Muttergesellschaften. Ihre Klage fußte im Wesentlichen auf dem Argument, dass der Communications Decency Act in diesem Fall nicht anwendbar sei, da man sich bei Matchmaker.com das Persönlichkeitsprofil zu großen Teilen aus vorgefertigten Antworten nach Multiple-Choice-Verfahren selbst zusammenklicken konnte und somit der Anbieter doch für die Inhalte verantwortlich war. Der Fall wurde an ein untergeordnetes Bezirksgericht verwiesen. Der Bezirksrichter wiederum wies sowohl die Argumentation von Matchmaker.com, dass man gemäß dem CDA Immunität genieße, als auch Mastersons Behauptung der Verletzung der Privatsphäre zurück. Masterson konnte nicht beweisen, dass Matchmaker.com willentlich fahrlässig und böswillig gehandelt hatte. Des Weiteren bestünde keine Fürsorgepflicht seitens Matchmaker.com für Frau Masterson.
Masterson legte vor dem Berufungsgericht des 9. Bezirks Berufung ein. Inzwischen hatte der Fall so viel Aufmerksamkeit erregt, dass auch verschiedene Lobby-Organisationen hinzukamen. Auf Seiten von Matchmaker.com intervenierten unter anderem America Online und eBay, da sie die Rechtsauffassung des Bezirksgerichts als bedrohlich für ihre Geschäfte ansahen. Mehrere für Privatsphäre kämpfende Gruppen und zwei Organisationen, die Künstler repräsentierten, schlugen sich auf die Seite von Masterson.
Das Berufungsgericht wies die Klage im Jahr 2003 schließlich ab, da der Beklagte kein Informationsanbieter im Sinne des CDA sei, weil er lediglich von Dritten zur Verfügung gestellte Informationen auf seiner Website veröffentlichte. Das Anbieten eines Formulars mit Multiple-Choice-Antworten erzeugt keine Verantwortlichkeit, da das Formular einen Menschen benötigt, der den tatsächlichen Eintrag erstellt. Dieser menschliche Input bildet den Eintrag, und die Verantwortlichkeit dafür liegt beim dahinterstehenden Beitragenden und nicht beim Informationsanbieter.

## Filmografie (Auswahl)
- 1993: Robin Hood – Helden in Strumpfhosen (Robin Hood: Men in Tights)
- 1994: General Hospital (Fernsehserie, eine Folge)
- 1995: Emergency Room – Die Notaufnahme (ER, Fernsehserie, eine Folge)
- 1995–1999: Star Trek: Deep Space Nine (Fernsehserie, 17 Folgen)
- 1996: Sliders – Das Tor in eine fremde Dimension (Sliders, Fernsehserie, eine Folge)
- 1998: Manchmal kommen sie wieder 3 (Sometimes They Come Back… for More)
- 1999: Sammyville
- 2001: 100 Millionen Volt – Inferno am Himmel (Lightning: Fire from the Sky, Fernsehfilm)
- 2002: Presidio Med (Fernsehserie, eine Folge)
- 2005: Manticore – Blutige Krallen (Manticore, Fernsehfilm)
- 2007: Star Trek: Of Gods And Men (Fan-Fiction-Produktion)
- 2010: Star Trek Online (VG, Sprechrolle)
- 2015: The Flash (Fernsehserie, Folge 1x13: Die lebende Bombe)
- 2018: Pop Therapy (Kurzfilm)
- 2019: Manipulated
- 2020: Unbelievable!!!!!
- 2020: Skipping Stones
- 2019–2020: Pandora (Fernsehserie, elf Folgen, Stimme)
- 2022: Take Out
- 2021: The Wedding Pact 2: The Baby Pact
- 2022: Je Suis Auto (Titelrolle)
- 2024: Hacking at Leaves (Interviewpartnerin und Schauspiel)